# Filó Kristóf
Filó Kristóf (Esztergom, 1947. október 30. – Budapest, 2024. január 9.) magyar katolikus pap, érdligeti, majd haláláig budakeszi plébános, tiszteletbeli főesperes.

## Élete
Tanulmányai végeztével Székesfehérvárott szentelték pappá, 1972. június 24-én. Pilisvörösvárott, illetve a fíliaként akkor hozzá tartozó Pilisszentivánon kezdte meg lelkipásztori szolgálatát, ahol előbb káplánként, majd 1973–80 között hitoktatóként tevékenykedett.
1980-ban kapta meg első plébánosi kinevezését az érdligeti plébániára, ahol 2001-ig szolgált. Közben ellátta a katolikus híveket 1987-től Érd-Újvárosban, 1988-tól Diósdon, 1995-től pedig Érd-Újtelepen is. 2001-ben Budakeszi plébánosa lett, egyúttal kinevezték a Prohászka Ottokár Katolikus Gimnázium püspöki biztosává. Abban az évben pasztorálta Budajenőt és filiáját, Telkit, továbbá haláláig ellátta a makkosmáriai kegyhelyet is.
Szolgálatait a székesfehérvári püspök 1997-ben tiszteletbeli főesperesi címmel és tanácsadó plébánosi kinevezéssel ismerte el; 2009-ben székesegyházi kanonok lett.
2024. január 9-én hunyt el, Budapesten.